# Портрет Марії Лопухіної
«Портрет Марії Лопухіної» - портрет кінця 18 ст. пензля художника Боровиковського Володимира Лукича, що зберігає Третьяковська галерея.
Марія Лопухіна (14.03.1779 - 1803) походила з древнього графського роду Толстих, дочка графа Івана Андрійовича Толстого. Наприкінці 18 століття родина збідніла через нелояльне ставлення до царської влади, на що монархи відповідали конфіскаціями майна Толстих та засланням деяких їх представників. Неспокійний, авантюрний, небезпечний для інших характер мав і рідний брат Марії - Федір Іванович Толстой, на прізвисько «Американець». Федір багато й охоче конфліктував, змагався на дуелях, на яких позбавив життя одинадцять супротивників.
У віці 22 років Марію видали заміж за єгермейстера двору С. А. Лопухіна,згідно з переказами, у шлюбі з ним Марія Іванівна "була дуже нещаслива" і незабаром померла від сухот. Вже після її одруження (за іншими даними - до одруження) художник Боровиковський отримав замовлення на цей портрет. Щось замріяне і нетутешнє в моделі підказало схему портрету. Можливо, Марія й справді відрізнялася іншим, спокійнішим характером від авантюрного братового.
Степан Аврамович Лопухін (№216 у поколінному розписі). Народився 17 листопада 1769, помер 20 квітня 1814. Єгермейстер і дійсний камергер при Дворі Павла I. Похований у родовій усипальниці Лопухіних у Спасо-Андронниковому монастирі.
Марія зображена в оточенні парку, досить умовного, як театральна декорація. Але поряд пшеничне колосся, як натяк на сільську садибу і наближеність до природи, яку так вітав модний сентименталізм. Дивує відсутність дорогих коштовностей і досить проста за кроєм біла сукня. Вона нагадувала давньогрецьку, красу якої підкреслювали блакитний пояс та кольорова шаль. Глядачів зупиняв таємничий погляд молодої жінки, який тлумачили на сотню різних способів. Портрет визнавали цікавим і вдалим як сучасники, так і нащадки. Мало кого хвилювала думка про відповідність моделі тому ідеалу, що створив художник на полотні. 
Сентименталізмом дихав також вірш "До портрета", створений у січні 1885 року російським поетом Яковом Полонським ( 1819-1898 ) піж враженням від поетичного образу на портреті Боровиковського, хоча Полонський ніколи не бачив живої Марії Лопухіної.
Она давно прошла, и нет уже тех глаз,
И той улыбки нет, что молча выражали
Страданье - тень любви, и мысли - тень печали.
Но красоту её Боровиковский спас.
Так часть души её от нас не улетела
и будет этот взгляд и эта прелесть тела
К ней равнодушное потомство привлекать,
Уча его любить,страдать,прощать, молчать.
Переклад українською мовою:
Вона давно пішла, й нема очей вже тих,
Котрі без слів, всміхаючись, страждали,
Кохання сповнені і тихої печалі.
Але красу її Боровиковський приберіг.
Уся її душа від нас не відлетіла,
І буде погляд цей і ця приваба тіла
Її нащадків збайдужілих дивувати,
Навчаючи страждати мовчки, і прощати, і кохати.
Вдалим вважав цей портрет і сам художник. На жаль, композиція була штампом, стериотипним рішенням. Боровиковський декілька разів використав подібну композицію в інших жіночих портретах, мало переймаючись відповідністю схеми реальним характерам портретованих жінок. Цю схему можна бачити і в портреті Тьомкіної, і в портреті Катерини Торсукової, і в портреті Катерини Арсеньєвої. Але поезія та приваблива таємниця в цих портретах не з'явилися, художникові - не далися.

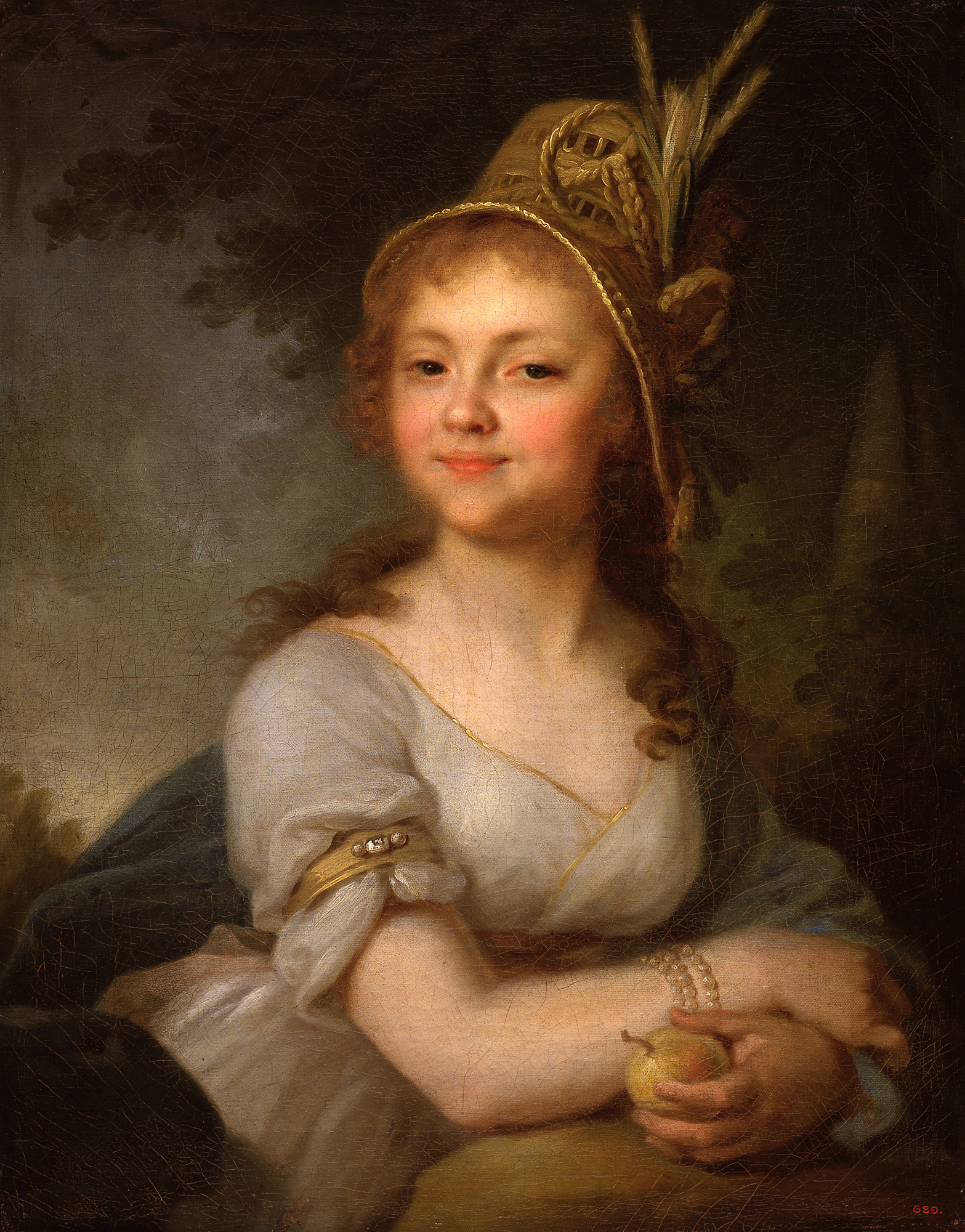
Катерина Арсеньєва
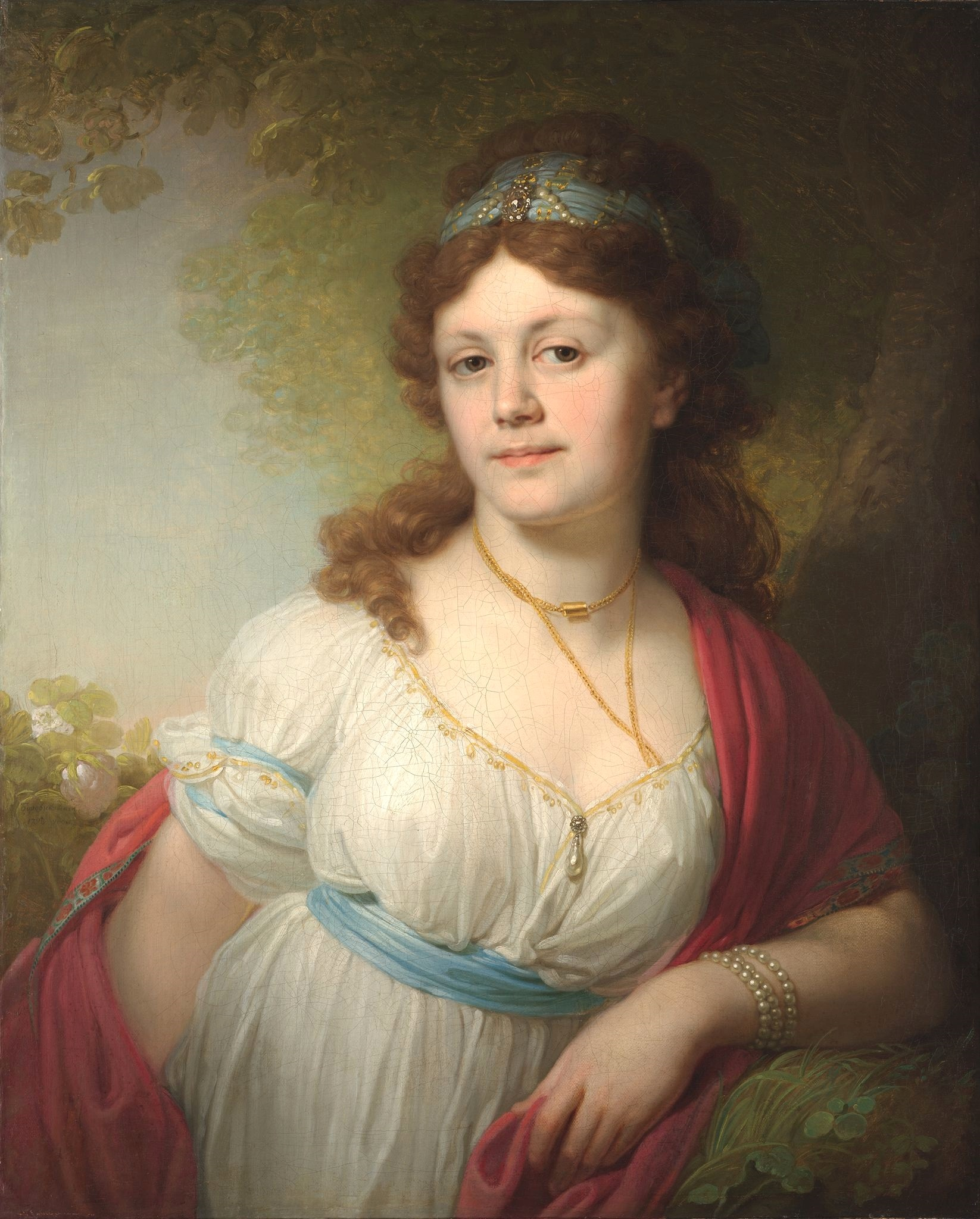
Єлизавета Тьомкіна
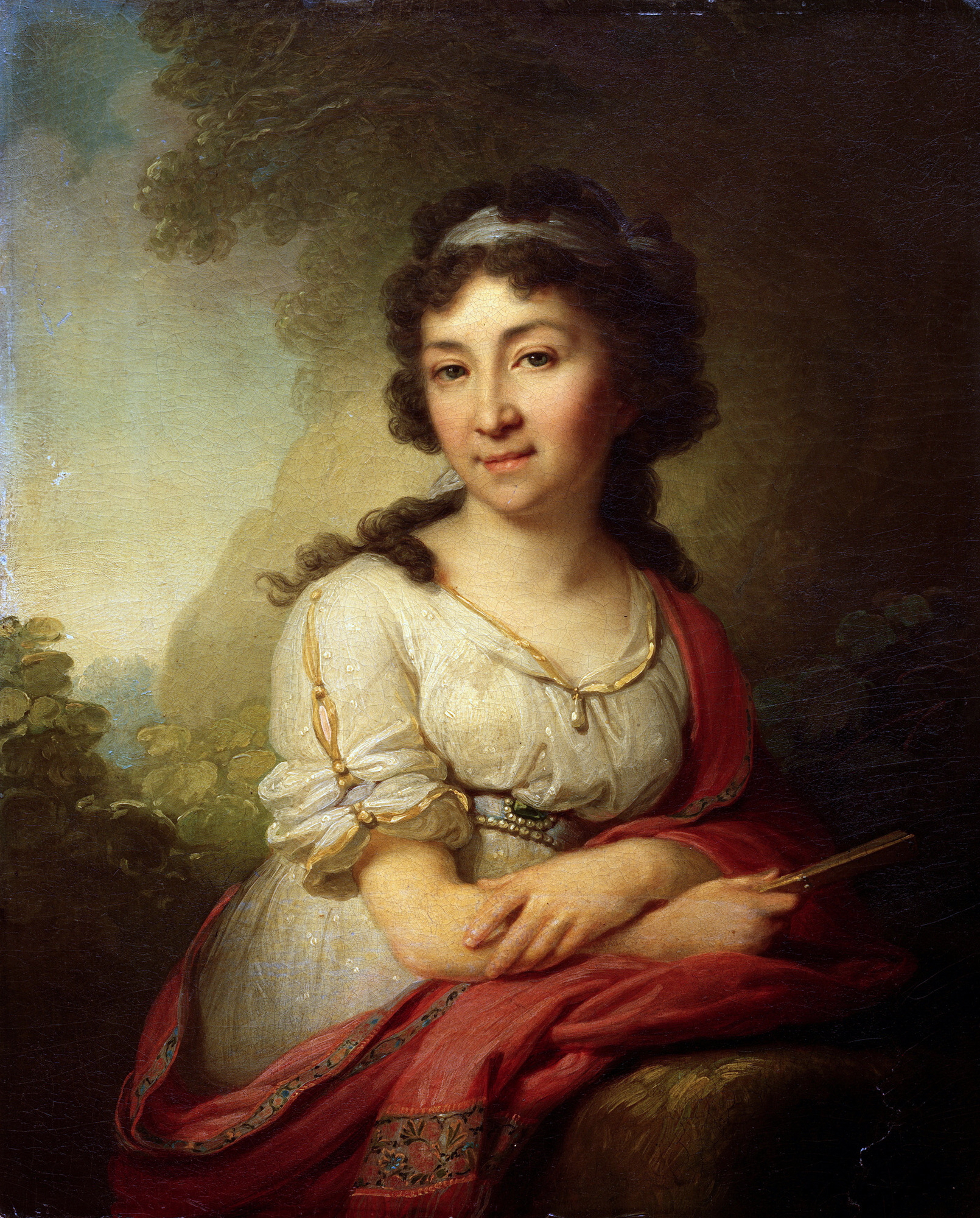
Катерина Торсукова

За різними даними, Марія Іванівна померла від сухот протягом від 1 до 5 років після створення цього портрета.